# Намибийский вьюрковый жаворонок
Намибийский вьюрковый жаворонок
(лат. Ammomanopsis grayi) — вид воробьиных птиц из семейства жаворонковых (Alaudidae), единственный в роде Ammomanopsis. Обитают в пустынях юго-западной Африки.

## Описание
Длина тела составляет 13,9—16,3 см, из которых 5,1—6,1 см приходится на хвост. Вес самцов 19—27 г, самок — 17—23 г. Половой диморфизм не выражен. Намибийский вьюрковый жаворонок — один из самых ярко окрашенных видов жаворонков.
Самцы поют, делая это обычно после заката или перед рассветом.
МСОП присвоил таксону охранный статус «Виды, вызывающие наименьшие опасения» (LC).

## Классификация
Международный союз орнитологов выделяет 2 подвида, различающиеся в том числе ареалами:
- Ammomanopsis grayi grayi (Wahlberg, 1855) — с западной части центра до юго-запада Намибии
- Ammomanopsis grayi hoeschi (Niethammer, 1955) — с северо-запада Намибии до юго-запада Анголы